# Nils Wülker
Nils Wülker (* 17. August 1977 in Bonn) ist ein deutscher Jazzmusiker (Trompete, Komposition) und -komponist und Produzent.

## Leben und Wirken
Wülker erhielt ab dem siebten Lebensjahr Klavierunterricht, ab dem zehnten Lebensjahr Trompetenunterricht mit klassischer Ausrichtung. 1994 besuchte Nils Wülker für ein Jahr als ASSIST-Stipendiat eine Privatschule in den USA. Dort entdeckt er den Jazz und wurde vom Acid-Jazz und Miles Davis geprägt. Zurück in Deutschland spielte Wülker bald im JugendJazzOrchester NRW, mit dem er 1996 und 1998 an zwei Tourneen nach China teilnahm. 1998 studierte er nach dem Abitur an der Hochschule für Musik „Hanns Eisler“ Berlin, die er 2002 erfolgreich absolvierte. 2005 gründete Wülker sein eigenes Plattenlabel (Ear Treat Music), bevor er 2015 zu Warner wechselte.
Während des Studiums spielte er im Bundesjazzorchester, vertretungsweise in der RIAS Big Band, ab 2001 im Ensemble seines Hochschuldozenten Nicolai Thärichen („Thärichens Tentett“), aber auch in der Judy Niemack Group und im Berlin Jazz Orchestra von Jiggs Whigham. Bereits vor dem Ende des Studiums ging er mit seiner eigenen Gruppe ins Studio, um Aufnahmen zu produzieren. Die daraus resultierende CD High Spirits ging als die erste Veröffentlichung eines deutschen Jazzmusikers bei Sony Music in die Firmengeschichte ein; als zweites Album erschien Space Night Vol. 10. Wülker veröffentlichte die nächsten eigenen Platten auf seinem eigenen Label. In seinem Quintett spielte er mit Jan von Klewitz am Saxophon, Lars Duppler am Piano, Dietmar Fuhr am Bass und Jens Dohle am Schlagzeug. 2010 wurde die Band um den Gitarristen Arne Jansen und Edward Maclean am E-Bass erweitert, Benny Greb übernahm 2012 die Position des Schlagzeugers.
Aufmerksamkeit erregte Wülker auch durch seine Kompositionen für das Nachtprogramm Space Night des Bayerischen Rundfunks. Dort vereint er die rhythmischen und harmonischen Finessen des Jazz mit dem melodiösen und groovebetontem Spiel von Funk, Rock und Pop. Sein 2015 erschienenes Album Up featuret Künstler anderer Genres wie Jill Scott, Max Mutzke, Mocky, Xavier Naidoo, Craig Armstrong, Sasha, Ozark Henry, David McAlmont und Lauren Flynn. Für sein 2017 erschienenes Album On arbeitete er mit u. a. den Hip-Hop-Produzenten The Krauts und Marteria zusammen. Live-mäßiger verlief die Aufnahme des von Ralf Christian Mayer produzierten Albums Go, das die „bisher extremste und energischste Seite“ Wülkers zeigt.

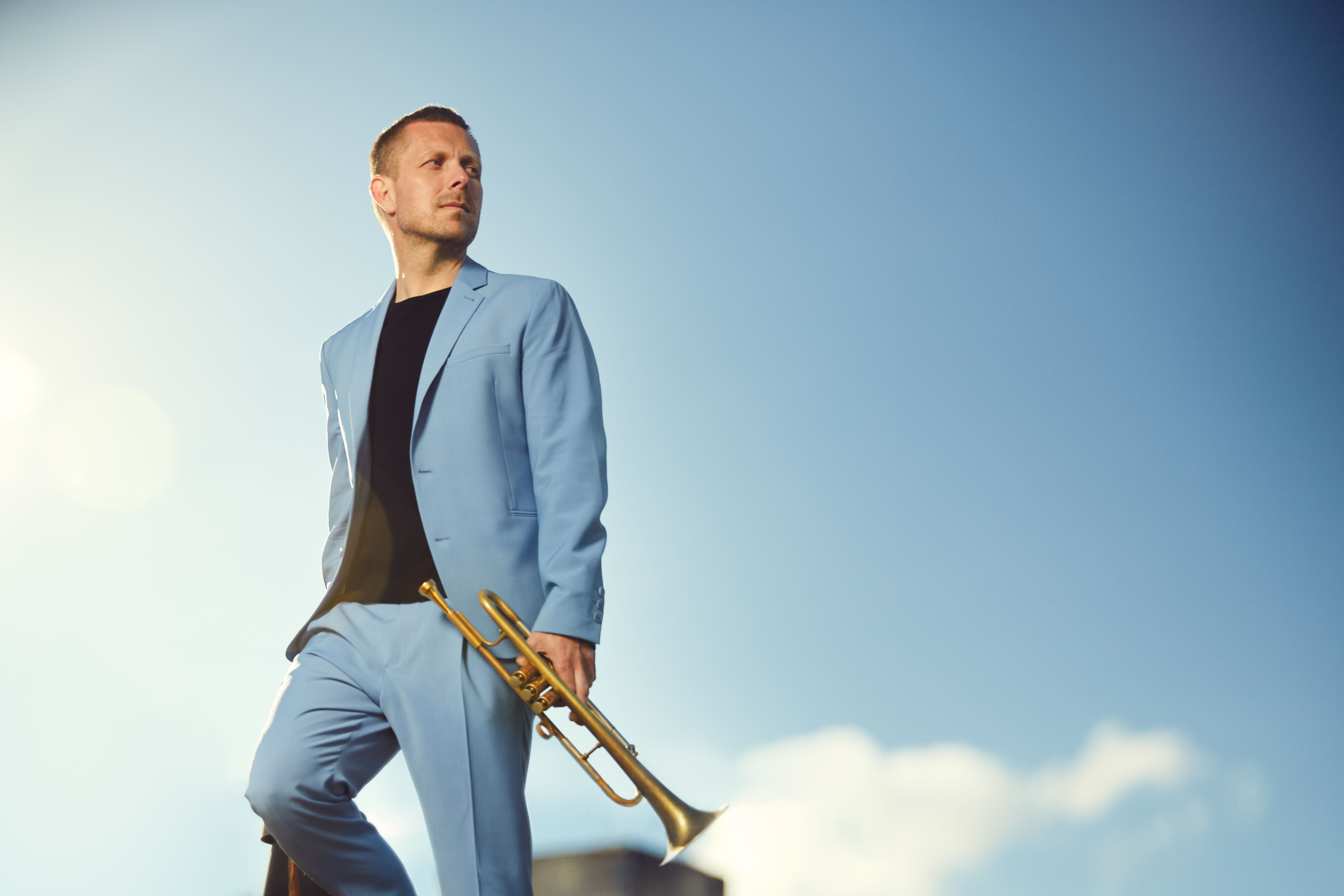
Nils Wülker by David Königsmann

Daneben spielte Wülker auch mit Lee Ritenour, Dave Grusin, Don Grusin, Wolfgang Schmid und William Kennedy als „Hang All Stars“ und u. a. mit Gregory Porter, Omara Portuondo, Dominic Miller, Klaus Doldinger, Joe Locke, Silje Nergaard, Wolfgang Muthspiel, Ute Lemper, Marteria sowie Samy Deluxe, für dessen Album Dis wo ich herkomm er 2009 auch den Track Sprech wie ich sprech produzierte. 2011 war er als Leiter, Arrangeur und Komponist des elfköpfigen JazzBaltica-Ensembles tätig, zu dem u. a. Donny McCaslin, Dave Douglas, Michael Wollny und Johannes Enders gehörten.
Seit Oktober 2017 hat Nils Wülker mit Offbeat eine eigene monatliche Radiosendung bei 917xfm.
2019 saß er in der Jury des Deutschen Musikautorenpreises.

## Preise und Auszeichnungen
2013 erhielt Wülker den ECHO Jazz in der Kategorie „Instrumentalist/in des Jahres national Blechblasinstrumente/Brass“. Bisher erhielt Nils Wülker viermal den German Jazz Award in Gold für die Verkäufe seiner Alben. 2015 erhielt er den Hamburger Musikpreis HANS als „Hamburger Musiker des Jahres“. Für sein Album Up wurde Nils Wülker 2016 erneut für den ECHO Jazz nominiert.

## Diskographische Hinweise
- High Spirits (Sony Classical, 2002)
- Space Night Vol. 10 (Sony Jazz, 2003)
- My Game (Ear Treat Music, 2005)
- Safely Falling (Ear Treat Music, 2007, DE: Gold (German Jazz Award))
- Turning the Page (Ear Treat Music, 2008)
- 6 (Ear Treat Music, 2010)
- Just Here, Just Now (Ear Treat Music, 2012[14], DE: Gold (German Jazz Award))
- Up (Warner Music Central Europe, 2015)
- On (Warner Music Central Europe, 2017)
- Decade Live (Warner Music Central Europe, 2018)
- Go (Warner Music Central Europe, 2020, mit Albin Janoska, Maik Schott, Arne Jansen, Simon Gattringer, Oli Rubow sowie Theo Croker)
- Continuum (Warner, 2022; mit Jan Miserre, Sven Faller, Matthias Meusel, Münchner Rundfunkorchester unter Leitung von Patrick Hahn)[15]
- Nils Wülker, Arne Jansen: Closer (Warner Music, 2023)
- Nils Wülker, Arne Jansen: In Concert (Warner Music, 2024)